# Rio Surubim
Rio Surubim är ett periodiskt vattendrag i Brasilien.   Det ligger i delstaten Piauí, i den östra delen av landet, 1 400 km nordost om huvudstaden Brasília.
Omgivningarna runt Rio Surubim är huvudsakligen savann. Runt Rio Surubim är det ganska glesbefolkat, med 24 invånare per kvadratkilometer.